# 24 ore a Scotland Yard
24 ore a Scotland Yard (Gideon's Day) è un film del 1958 diretto da John Ford.

## Trama
Il film, adattato da uno dei romanzi della saga di Gideon scritta da J. J. Marric, segue una giornata nella vita dell'ispettore di Scotland Yard George Gideon, alle prese con diversi casi (la corruzione di un suo detective, l'omicidio di una giovane da parte di un malato di mente, un furto ai danni di un funzionario di banca...) e al contempo con i problemi della vita familiare di tutti i giorni. Gideon dovrà infatti risolvere i suoi doveri di poliziotto entro sera, per non perdere il tè con gli zii della moglie e il concerto della figlia Sally.

## Produzione
Il film è stato girato a Londra e distribuito originariamente negli Stati Uniti d'America in bianco e nero con il titolo Gideon of Scotland Yard.